# Istenszülő elszenderedése fatemplom (Almásbalázsháza)
Az almásbalázsházi Istenszülő elszenderedése fatemplom műemlékké nyilvánított épület Romániában, Szilágy megyében. A romániai műemlékek jegyzékében az  SJ-II-m-A-05015 sorszámon szerepel.